# Stora Måsören
Stora Måsören är en ö i Åland (Finland). Den ligger i Skärgårdshavet och i kommunen Kumlinge i landskapet Åland, i den sydvästra delen av landet. Ön ligger omkring 49 kilometer nordöst om Mariehamn och omkring 240 kilometer väster om Helsingfors.
Öns area är 10 hektar och dess största längd är 460 meter i sydöst-nordvästlig riktning. Ön höjer sig omkring 15 meter över havsytan.
Runt Stora Måsören är det mycket glesbefolkat, med 5 invånare per kvadratkilometer.